# Neotanais giganteus
Neotanais giganteus är en kräftdjursart som beskrevs av Hansen 1913. Neotanais giganteus ingår i släktet Neotanais och familjen Neotanaidae. Inga underarter finns listade i Catalogue of Life.